# Droga krajowa B53 (Austria)
Droga krajowa B53 (Pöttschinger Straße) – droga krajowa we wschodniej Austrii. Arteria łączy drogę B50 z miastem Wiener Neustadt. Jedno-jezdniowa trasa prowadzi równolegle do drogi ekspresowej S4.